# Slatinka nad Bebravou
Slatinka nad Bebravou je obec na Slovensku v okrese Bánovce nad Bebravou.
Leží v nadmořské výšce 280 metrů. Žije zde 198 obyvatel.
První písemná zmínka o obci je z roku 1332. V katastrální území obce se nachází přírodní rezervace Žrebíky.